# Хоакін (ураган)
Ураган «Хоакін» (англ. Hurricane Joaquin) — потужний ураган 4 категорії, який спустошив кілька районів Багамських островів і завдав шкоди островам Теркс і Кайкос, частинам Великих Антильських островів і Бермудським островам. Це також був найсильніший атлантичний ураган нетропічного походження, зафіксований в епоху супутників.
Попередження про ураган було оголошено на більшій частині Багамських островів, оскільки ураган загрожував країні. Наносячи удари по південних островах країни протягом двох днів, Хоакін спричинив значні спустошення, особливо на Аклінзі, Крукед-Айленді, Лонг-Айленді, Рам-Кей та острові Сан-Сальвадорі. Сильний штормовий приплив затопило багато громад, заблокувавши сотні людей у своїх будинках; повінь тривала кілька днів після відходу урагану. Тривалий інтенсивний вітер валив дерева та лінії електропередач, а також зривав дахи з будинків по всьому регіону. Оскільки злітно-посадкові смуги були затоплені та серйозно пошкоджені, працівники служби допомоги були обмежені в своїх можливостях швидко допомогти жителям, які постраждали від урагану одного з найсильніших штормів, які вражали країну. У морі американське вантажне судно El Faro та 33 члени загинули через ураган.
Прибережні повені також вплинули на прилеглі острови Теркс і Кайкос, розмиваючи дороги, руйнуючи дамби та будинки. Сильний вітер і сильні опади завдали певної матеріальної шкоди на сході Куби. Один рибалка загинув, коли хвилі перекинуло невеликий човен біля узбережжя Гаїті. Штормові припливи призвели до сильних повеней у кількох департаментах Гаїті, змусивши сім'ї залишити свої будинки та знищивши посіви. Ураган, що слабшає, пройшов на захід від Бермудських островів 4 жовтня супроводжувався сильним вітром, 15 тисяч абонентів втратили електроенергію, але завдав лише незначної шкоди. Пройшовши поблизу Бермудських островів, Хоакін зрештою плпрямував на північний-схід і прискорився, далі слабшаючи та став позатропічним штормом, коли він увійшов у холодніші води. Після розсіювання його залишки попрямували на схід, досягнувши Португалії, перш ніж їх поглинула фронтальна система.
Разом Хоакін убив 34 людини та завдав збитків на 200 мільйонів доларів США. З усіма 34 смертями, пов'язаними зі штормом на морі, Хоакін має найбільшу кількість загиблих у морі від будь-якого атлантичного урагану з часів урагану у 1959 році, який убив 35 людей у Нортубрійській протоці.
Хоча «Хоакін» ніколи безпосередньо не впливав на Сполучені Штати, інша велика штормова система над південно-східними штатами витягла величезну вологу від урагану, що призвело до катастрофічної повені в Південній Кароліні.

## Метеорологічна історія

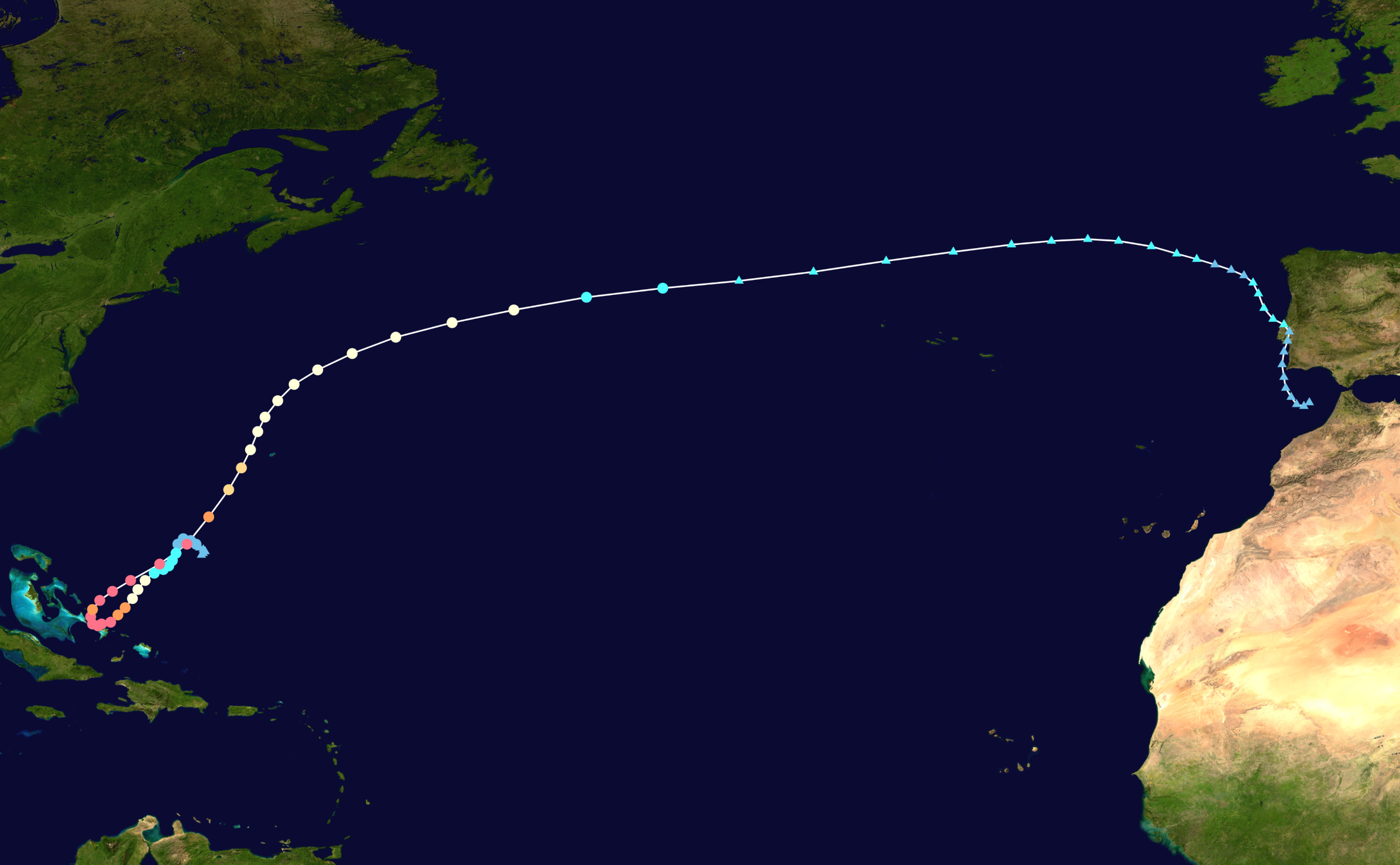
Траєкторія руху Урагану Хоакін

25 вересня 2015 року Національний центр спостереження за ураганами США (NHC) розпочав моніторинг найнижчого рівня, що супроводжується баричним прогином, у кількох сотнях миль на південний-захід від Бермудських островів на предмет можливого тропічного циклогенезу. Система поступово консолідувалася, коли дрейфувала на південний-захід набувши закритої циркуляції ввечері 26 вересня. Конвективні зливи та грози постійно посилювалися 27 вересня, а о 03:00 UTC 28 вересня NHC оцінив система стала тропічною депресією, розташований приблизно за 405 миль (650 км) на південний-захід від Бермудських островів. Хоча западина мала чітко виражений низький рівень, сильний зсув вітру витіснив конвекцію та відкрив циркуляцію. Передбачається, що хребет на півночі повільно спрямовуватиме систему на північний-захід до області більшого зсуву; Метеорологи з NHC спочатку зобразили розсіювання системи протягом 96 годин на основі зображень моделювання. Конвекція розвивалася та зберігалася ближче до центру циркуляції протягом 28 вересня, а на початку 29 вересня класифікація супутника Дворжака показала, що система стала тропічним штормом. Відповідно, так і система отримала назву Хоакін, ставши десятим названим штормом сезону.

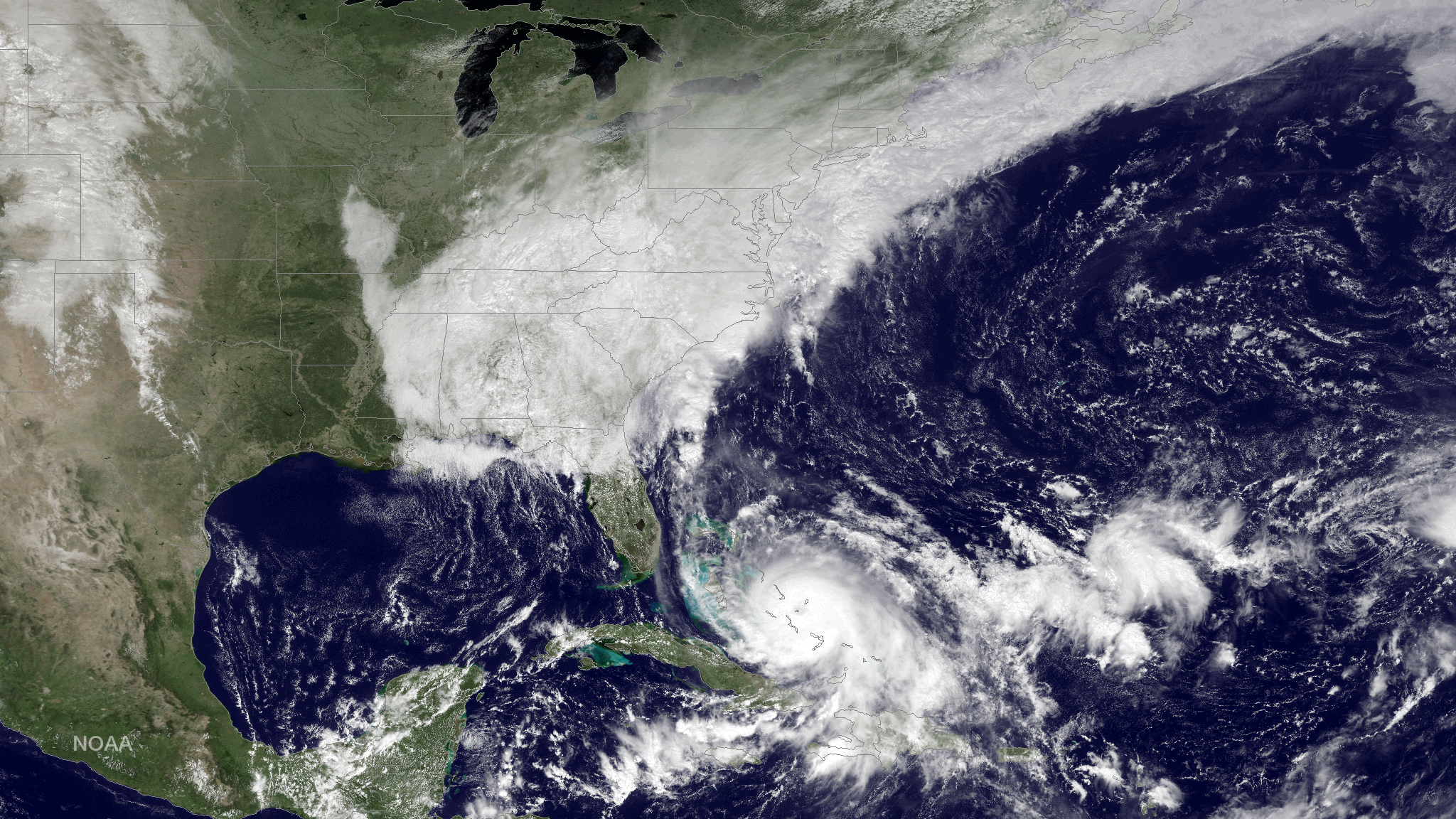
Ураган «Хоакін» звивається навколо Багамських островів 2 жовтня. Зверніть увагу на систему на півночі, яка викликала сильні опади над Кароліною

Зміцнення хребта середнього рівня спричинило раптовий зсув траєкторії Хоакіна спрямувавши його до Багамських островів. Синоптики NHC відзначили значну невизначеність у майбутньому Хоакіна, оскільки моделі прогнозу відображають широкий спектр можливостей. Протягом 29 вересня шторм неухильно посилювався, оскільки його циркуляція була включена в глибоку конвекцію, а відтік з верхнього рівня ставав дедалі помітнішим. Висока температура поверхні моря та зменшення зсуву сприяли зміцненню, і вранці 30 вересня шторм отримав статус урагану. Після цього почалася швидка інтенсифікація, коли око розвивалося всередині симетричної центральної щільної хманості. Дані авіаційної розвідки свідчать про те, що Хоакін досяг 3 категорії за шкалою вітру урагану Саффіра-Сімпсона до 03:00 UTC 1 жовтня. Близько 12:00 UTC око Хоакіна пройшло над Самана-Кей, Багами з вітром у 130 миль/год (215 км/год), що робить його ураганом 4 категорії. Приблизно в цей же час його око скоротилося з 41 до 27 миль (66-43 км) у діаметрі, що представляє значне посилення. У той час Хоакін знаходився всього в 15 милях (25 км) на північний-захід. Центральний тиск шторму впав до 931 мбар (гПа; 27,49 дюйма рт. ст.) близько 00:00 UTC 2 жовтня.
Коли хребет, який раніше спрямовував Хоакіна на південний-захід, почав відступати на північ, рух урагану сповільнився та змістився на захід, а потім на північ, рано 2 жовтня. Цикл заміни очної стінки — процес, у якому розвивається друге, більше око, а внутрішній колапс ока — почався того ранку; його око ставало дедалі нечіткішим на супутникових знімках. Відповідно відбулося невелике послаблення, і ураган пройшов над Рам-Кей і островом Сан-Сальвадор близько 16:00 UTC і 21:00 UTC зі швидкістю вітру 125 миль/год (205 км/год); на острові Сан-Сальвадор спостерігався тиск близько 944 мбар (гПа; 27,88 дюйма рт. ст.). 3 жовтня через південно-східну частину Сполучених Штатів посилилася западина на південний захід над Хоакіном і спонукала ураган прискоритися на північний-схід від Багамських островів. Протягом дня штормове око ставало дедалі чіткішим, і відбулося повторне посилення.. Авіаційна розвідка знайшла значно потужнішу систему того дня; на основі вітру на висоті польоту 166 миль/год (267 км/год) оцінюється, що Хоакін досяг швидкості наземного вітру 155 миль/год (250 км/год) — ураган високої категорії 4 — до 16:00 UTC. Це зробило «Хоакіна» найсильнішим атлантичним ураганом нетропічного походження, зареєстрованим в епоху супутників.

Анімація GOES про ураган Хоакін з 28 вересня по 7 жовтня

Невдовзі після піку загальна структура урагану почала погіршуватися, що свідчить про тенденцію до ослаблення. 4 жовтня шторм почав рухатися на північний-схід між великою системою низького тиску на заході та хребтом середнього рівня на сході. Оскільки глибока конвекція над його ядром продовжувала слабшати, Хоакін пройшов приблизно за 70 миль (110 км) на захід-північний захід від Бермудських островів близько 00:00 UTC 5 жовтня зі швидкістю вітру 85 миль/год (140 км/год). Тенденція до ослаблення сповільнилася того дня, оскільки супутникове представлення шторму дещо покращилося, відзначене короткими повторними появами чіткої риси ока. Хоакін поступово повернув на північний-схід навколо периферії слабкого хребта, а згодом прискорився на північний-схід, коли він увійшов до переважаючих західних вітрів. Система зберігала інтенсивність урагану до 15:00 UTC 7 жовтня, після чого посилення зсуву вітру та дедалі холодніше середовище почали брати своє. Система стала погіршуватись, оскільки холодніше, сухіше повітря проникло в циркуляцію, утворюючи перші етапи фронтальної структури. З його позатропічним переходом «Хоакін» втратив свою ідентифікацію як тропічний циклон о 03:00 UTC 8 жовтня, приблизно за 850 миль (1370 км) на південний схід від мису Рейс, Ньюфаундленд. Протягом наступних кількох днів позатропічний залишок Хоакіна продовжував рухатися на схід через Атлантику, перш ніж досягти Португалії 10 жовтня. Протягом наступних 5 днів залишок Хоакіна повільно рухався на південь вздовж узбережжя Португалії, доки система не була поглинений іншою фронтальною системою, розташованою на схід від Іспанії, 15 жовтня.

## Підготовка

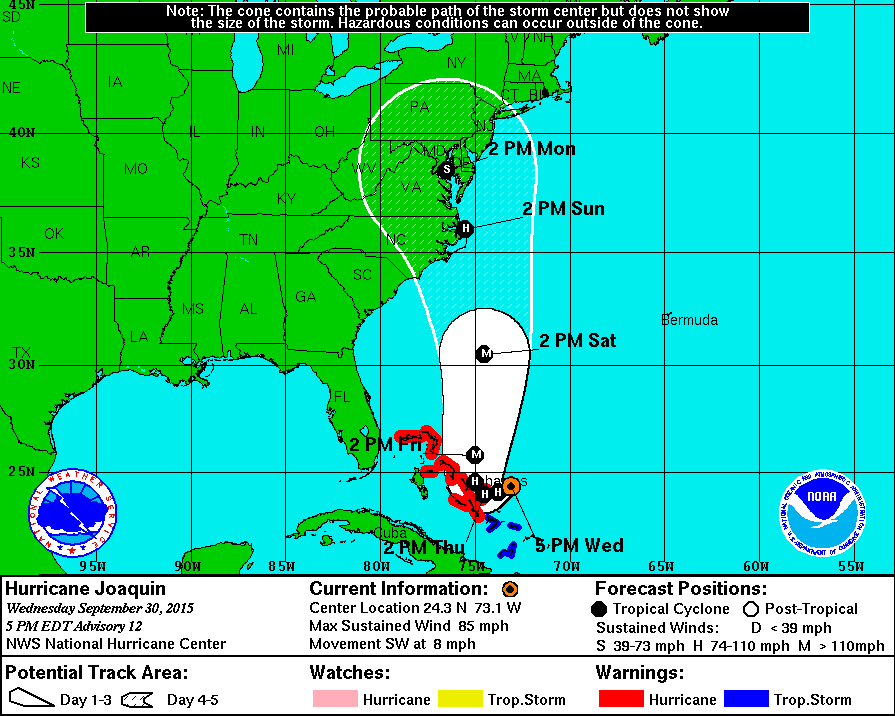
П'ятиденний прогноз NHC для Хоакіна о 17:00 EDT (21:00 UTC) 30 вересня із зображенням виходу на сушу над Сполученими Штатами

Починаючи з ранку 30 вересня (UTC), на Багамських островах було оголошено сповіщення про тропічний циклон та попередження про них. до 1 жовтня попередження про ураган поширювалися від острова Великий Багама на північному заході до Маягуана на південному сході. Коли шторм відійшов, останні попередження були припинені вранці 3 жовтня. Усі школи на Ексумі, острові Кет, Сан-Сальвадорі та Рам-Кей були закриті вдень 1 жовтня до подальшого повідомлення. Bahamasair скасувала кілька внутрішніх рейсів, і більшість аеропортів по всій острівній державі були закриті, очікуючи перевірки злітно-посадкової смуги після шторму. Кілька круїзних лайнерів, які мали прибути в Нью-Провіденс, 2 жовтня були перенаправлені в інші порти. Мешканцям Маягуани порадили евакуюватися. Національне агентство з управління надзвичайними ситуаціями (NEMA) активувало свій Центр надзвичайних операцій. Коли погодні умови погіршилися, жителі південних островів Багамських островів розкритикували уряд за надання неадекватного попередження, оскільки на Еклінзі не проводилися приготування до приходу урагану. NEMA спростувала цю заяву та заявила, що людей було добре попереджено, але багато жителів відмовилися евакуюватися. У деяких випадках викликали поліцію, щоб примусово перемістити людей до притулків.
На островах Теркс і Кайкос на південний схід від Багамських островів шторм змусив закрити школи та державні установи. Два круїзних судна були перенаправлені з острова, а міжнародний аеропорт Провіденсіалес призупинив роботу на деякий час. 1 жовтня острови отримали попередження про тропічний шторм. 2 жовтня (UTC) уздовж прибережних провінцій Камагуей, Лас Тунас, Ольгін і Гуантанамо на Кубі було оголошено попередження про тропічний шторм.
30 вересня губернатор Вірджинії Террі Мак-Оліфф оголосив надзвичайний стан на території всього штату через проливні дощі, не пов'язані з ураганом, і через загрозу Хоакіна. Місто Норфолк також оголосило надзвичайний стан. Губернатор Коннектикуту Ден Меллой порадив жителям бути готовими до потенційних наслідків урагану, як і губернатор Нью-Йорка Ендрю Куомо. 1 жовтня губернатори Ларрі Гоган, Кріс Крісті, Пет Маккрорі та Ніккі Гейлі оголосили надзвичайний стан у штатах Меріленд, Нью-Джерсі, Північна Кароліна та Південна Кароліна відповідно. На острів Окракок, штат Північна Кароліна, о 15:00 EDT (19:00 UTC) було введено обов'язкову евакуацію. У Нью-Джерсі надзвичайний стан спричинив скасування щорічного Bike MS: City to Shore Ride вперше за 35-річну історію.
У другій половині дня 2 жовтня на Бермудських островах було оголошено спостереження за тропічним штормом, а попередження про ураган діяло пізно 3 жовтня Запобіжним заходом солдати Королівського Бермудського полку були переведені в режим готовності, а деякі надзвичайні ситуації обладнання було розміщено на східному кінці Козуей, щоб підготуватися до можливості того, що дорога стане непроїзною; офіційні особи зрештою закрили Козуей пізно ввечері 4 жовтня, майже в розпал шторму, і частково відкрили його наступного ранку. До 3 жовтня два круїзних лайнера скасували свої заплановані зупинки на Бермудських островах. Більшість комерційних рейсів на острів і з нього 4 жовтня було скасовано, а міжнародний аеропорт імені Л. Ф. Вейда призупинив усі польоти. Державні та приватні школи планувалося закрити 5 жовтня, хоча один заклад був підготовлений для використання тимчасовим притулком. Наближення урагану призупинило поромне та автобусне сполучення.

## Наслідки

### Багами

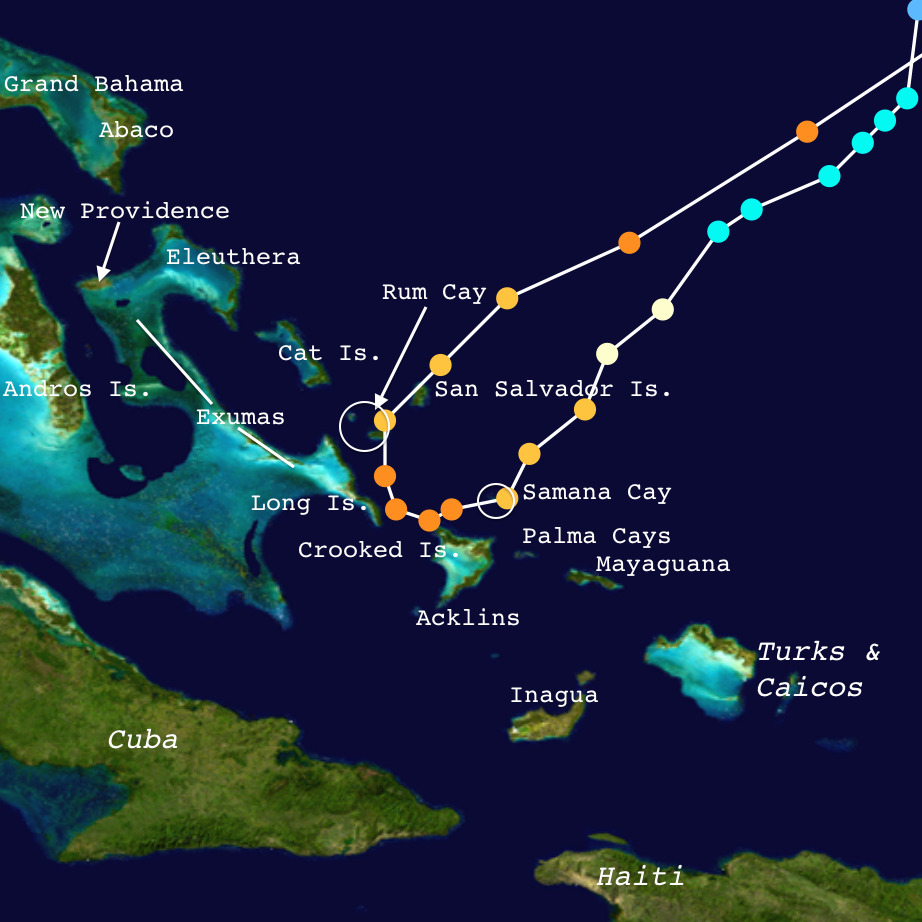
Збільшений і анотований трек Хоакіна з 29 вересня по 3 жовтня, що описує його шлях через Багами

Великі хвилі перед приходом шторму на Багами розмили головну дорогу на острові Сан-Сальвадор. З наближенням урагану на кількох островах відбулися масштабні збої в електропостачанні. Повідомлення про повені та людей, які потребують допомоги, надійшли з Еклінса, Крукед-Айленд, Ексуми та Лонг-Айленда. Збої в електропостачанні та зв'язку вразили південно-східні острови країни, залишивши кілька островів фактично ізольованими одразу після Хоакіна. До 21 жовтня Багамська електрична корпорація усунула близько 80 % відключень електроенергії за допомогою бригад з Нью-Провіденса та Карибської асоціації електричних підприємств. Перші дослідження з повітря показали, що Еклінс, Рам-Кей, Кривий острів і острів Сан-Сальвадор були «повністю спустошені». На всьому архіпелазі повені в результаті урагану заблокували понад 500 жителів.
Паводкові води глибиною до 5 футів (1,5 м) затопили принаймні 70 % сусіднього Крукед-Айленд, де шторм спричинив значні структурні пошкодження. Ураган «повністю знищив» електростанцію Багамської електричної корпорації, де два великі резервуари для дизельного палива були зміщені зі своїх баз, дозволивши більш ніж 10 000 галонів палива витікати на землю. Протягом наступних днів після шторму близько 100 евакуйованих осіб, у тому числі 46 із Крукед-Айленд, були доставлені до Нью-Провіденса, де кілька з них звернулися за медичною допомогою. На Лонг-Айленді та Крукед-Айленді просочування септиків забруднило житлові колодязі, залишивши мешканців без чистої питної води. 7 жовтня в обох районах все ще була велика стояча вода. Еклінз пережив сильну повінь, багато будинків було затоплено, і численні заклики до порятунку; морський бар'єр острова було прорвано о 9:00 ранку за місцевим часом. Деякі жителі повідомили, що весь острів опинився під водою. Міст у Лавлі-Бей був повністю зруйнований.

Ураган Хоакін проходить через Багамські острови 2 жовтня

Лонг-Айленд постраждав від величезного штормового припливу 18 футів (5,5 м), який затопив будинки водою глибиною до 12 футів (3,7 м). Південні райони острова зазнали значного спустошення; хвиля розмила прибережні дороги та викинула на берег численні рибальські човни. Член парламенту округу Лоретта Батлер-Тернер підрахувала, що там було знищено 75 % усіх рибальських суден. Це, у поєднанні з великими збитками для ферм і посівів, поставило під загрозу засоби до існування багатьох жителів. Близько 20 осіб потребували порятунку на Лонг-Айленді, тоді як деякі сховища від ураганів були пошкоджені через проникнення води. Помітили, як у воді плавають тіла мертвих тварин. Сильний вітер зняв дахи з десятків будинків, а багато споруд було повністю зруйновано. У порівнянні з північними частинами острова справи склалися краще. Вітри та повені завдали значних збитків місцевій рослинності, навіть у глибині країни.
Потужні вітри повалили дерева та стовпи на Рам-Кей, засмітивши дороги. У районі було пошкоджено або зруйновано декілька будинків; також постраждали два продуктові магазини та муніципальний причал. Церква, в якій перебували 32 евакуйовані особи, була затоплена та пошкоджена структурою, що змусило мешканців переселитися. Хоакін також пошкодив лінії електропередач у Ексумі, де повідомлялося про «надзвичайну» повінь. Маягуан крайній східний острів Багамських островів, зазнав незначних структурних пошкоджень.
«Хоакін» був одним із найсильніших відомих ураганів, які торкнулися Багамських островів і безпосередньо постраждали майже 7000 людей. Через кілька тижнів після шторму, за оцінками офіційних осіб, було зруйновано 836 будинків, у тому числі 413 на Лонг-Айленді, 227 на Сан-Сальвадорі, 123 на Аклінзі, 50 на Крукед-Айленд та 23 на Рам-Кей. Вважалося, що наслідки шторму можна порівняти з руйнуваннями, спричиненими ураганом «Ендрю» в 1992 році, який вразив північно-західні Багамські острови як 5 категорії. Початкові заяви про численні жертви по всьому ланцюгу островів виявилися необґрунтованими, і хоча один чоловік загинув під час шторму на Лонг-Айленді, його смерть не була пов'язана з ураганом. Після урагану одна людина була зникла безвісти на острові Реггед, але вона обійшлася з відносно незначними наслідками. Початковий аналіз встановив, що Хоакін завдав збитків на 120,6 мільйонів доларів. Однак через рік стало відомо, що шторм фактично завдав шкоди на Багамському архіпелазі на 200 мільйонів доларів. Через низьке проникнення страхування очікується, що страхові збитки становитимуть не більше половини цієї загальної суми.
Аеропорти в найбільш постраждалих районах були пошкоджені, затоплені та вкриті сміттям, що змусило постраждалих від шторму покладатися на вертольоти, гідролітаки та плавзасоби для надання допомоги. Робітники поступово розчищали злітно-посадкові смуги для екстреного використання в наступні дні після шторму, і всі аеропорти були відкриті для нормальної роботи до 9 жовтня. До 4 жовтня уряди Ямайки та Сполучених Штатів Агентство з міжнародного розвитку передало Багамським островам 50 тонн і трохи більше 32 тонн відповідно. Приватні групи, місцеві підприємства та неурядові організації, як-от Багамський Червоний Хрест, розпочали збори пожертвувань і почали роздавати товари жертвам шторму. Карибське агентство з ліквідації надзвичайних ситуацій організувало роботу трьох груп реагування для оцінки ситуації на островах Еклінз, Крукед-Айленд і Лонг-Айленд. BTC створила комунікаційні центри на островах Рагед, Інагуа та Лонг-Айленд, даючи постраждалим громадянам можливість безкоштовно зв'язуватися з членами родини.
Було сформовано спеціальний комітет для нагляду за зусиллями з реконструкції, а урядовці почали розглядати нові закони для введення суворіших будівельних норм. Уряд пообіцяв допомогти домовласникам, які відповідають вимогам, відбудувати та відремонтувати їхнє майно. 6 жовтня прем'єр-міністр Багамських Островів Перрі Крісті підписав розпорядження про скасування імпортних мит на матеріали, необхідні для відновлення жертвами шторму та зареєстрованих благодійних організацій на 12 островах. Місцеві лідери закликали продовжити тримісячний період звільнення, який багато хто вважав недостатнім. Мешканці побоювалися серйозної економічної невдачі, збитки, пов'язані зі штормом, змусили Club Med відкласти щорічне відкриття курорту Сан-Сальвадор — найбільшого роботодавця на острові — на два місяці. Наприкінці жовтня Національне агентство з управління надзвичайними ситуаціями почало зміщувати свою увагу з розподілу екстреної допомоги на постійні зусилля з відновлення.
Частина Багамських островів постраждала від урагану «Метью» наступного року, урагану «Ірма» у 2017 році та урагану «Доріан» у 2019 році.

### Затоплення Ель-Фаро

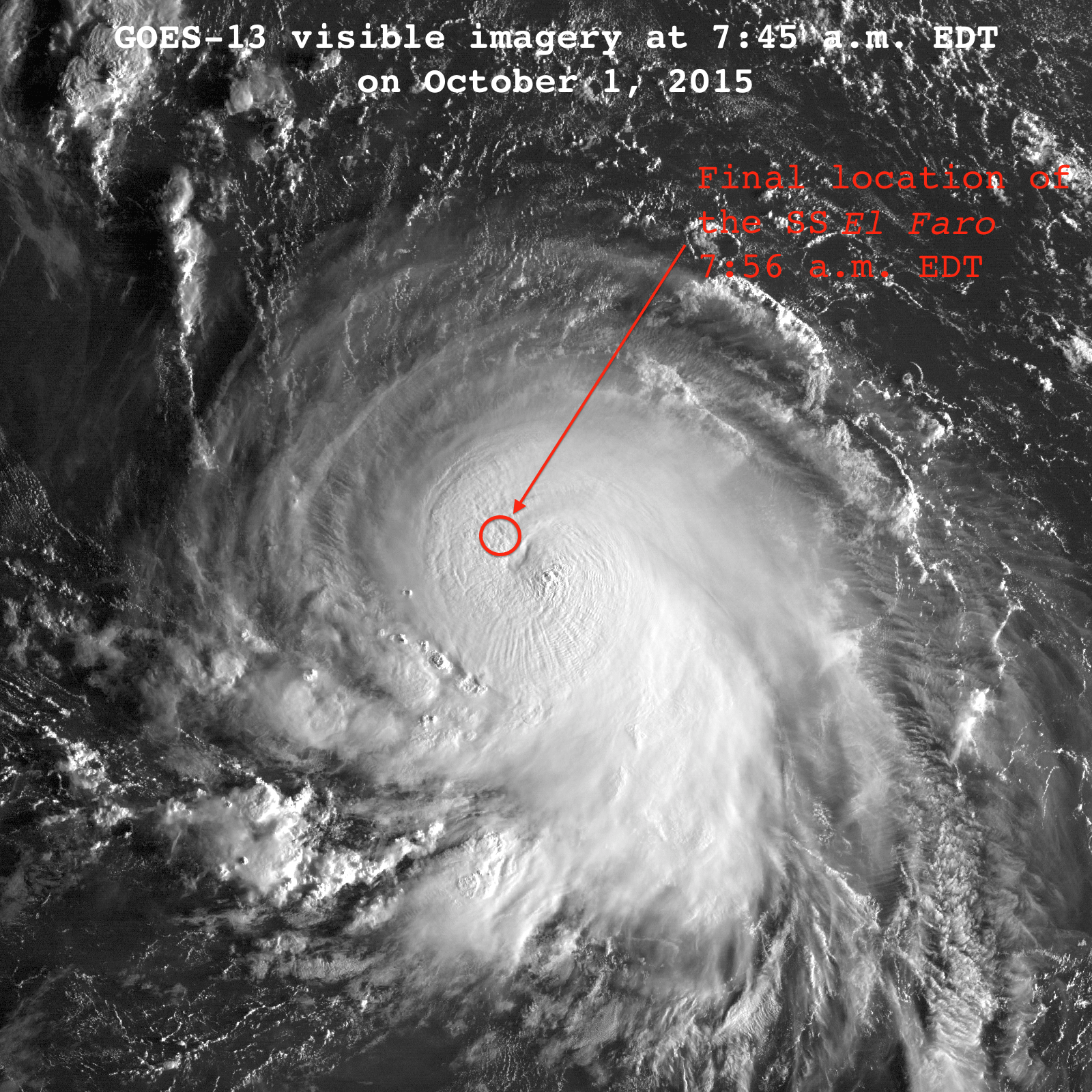
Супутниковий знімок о 11:45 UTC (7:45 ранку EDT) 1 жовтня, на якому показано приблизне остаточне розташування SS El Faro відносно урагану Хоакін

Американський вантажний корабель — 791 фут (241 м) El Faro — зник безвісти поблизу Крукед-Айленд з 33 членами екіпажу (28 американців і 5 поляків) на глибині 20–30 футів (6,1–9,1 м) поблизу ока циклону. Востаннє повідомлялося, що судно втратило рушійну силу та почало кренитися приблизно о 7:30 ранку за місцевим часом 1 жовтня. Літак мисливців за ураганами, які досліджували шторм, летів набагато нижче, ніж зазвичай у безуспішній спробі знайти уражене судно. Берегова охорона США безуспішно проводила обшуки протягом дня 2 жовтня; зусилля відновилися на світанку 3 жовтня. 3 жовтня рятувальний круг з Ель-Фаро було знайдено приблизно за 75 миль (121 км) на північний схід від останнього відомого місця розташування корабля. Плаваючі контейнери та «палубні об'єкти» були виявлені береговою охороною наступного ранку, і в цьому районі було помічено розлив нафти, хоча це не було остаточно пов'язане зі зниклим судном. Того дня було виявлено поле сміття площею 225 квадратних миль (580 км²), яке складалося з деревини, вантажу, пінопласту та інших предметів. Спільна місія, проведена береговою охороною, ВПС, ВМС, і ВПС Національної гвардії Британського королівського військово-морського флоту MK8 Lynx з RFA Lyme Bay подолали понад 242 000 квадратних миль (630 000 км²) у пошуках судна та його екіпажу. Берегова охорона припинила пошукові операції на заході сонця 7 жовтня, судно та його екіпаж вважалися зниклими безвісти. Одне тіло, імовірно, з Ель-Фаро, було помічено, але не вдалося знайти. За дорученням Національної ради з безпеки на транспорті було запрошено рятувальну групу ВМС для пошуку уламків.

### Антильські острови
Хоча центр шторму залишався на північ від Великих Антильських островів, деякі прибережні райони зазнали сильних вітрів і відкритого моря. На Кубі станція в затоці Гуантанамо зафіксувала пориви 55 миль/год (89 км/год). Шторм спричинив затоплення узбережжя та пошкодження дахів у провінції Гранма; постраждало понад 100 будинків. Дощ, що випав під час шторму, дещо полегшив умови рекордної посухи в провінціях Гранма, Гуантанамо та Сантьяго-де-Куба, хоча в останніх багато водосховищ залишалися меншими за 30 відсотків. Нікеро, Гранма, випало 6,2 дюйма (157 мм) дощу.
Уздовж північного узбережжя півострова Тібурон на Гаїті високі хвилі від урагану перекинули човен з двома пасажирами, убивши одного з них. Багато комун зазнали значних прибережних повеней через штормові припливи, яке відтіснило воду на півкілометра вглиб суші. Понад 100 будинків у Артібоніті були затоплені, а головна дорога до Анс-Руж була непрохідною. Сильний вітер повалив кілька дерев у комуні Гранд-Салін, де також повідомлялося про сильну повінь. У Ніп та Північно-Західному департаменті чотири притулки для надзвичайних ситуацій містили майже 300 осіб. Хоакін пошкодив плантації бананів і пшона, вбили невелику кількість худоби та спровокували кілька зсувів. У чотирьох найбільш постраждалих департаментах близько 900 домогосподарств безпосередньо постраждали від шторму. Уряд Гаїті роздав майже 500 гігієнічних наборів 200 сім'ям у Ніп, тоді як евакуйовані в Порт-де-Пе отримали матраци, постільну білизну, гігієнічні набори, продуктові набори та чисту воду; Акція проти голоду також пожертвувала таблетки для очищення води.
На північ від Гаїті вантажне судно Minouche довжиною 212 футів (65 метрів) почало тонути через складні погодні умови. Берегова охорона США врятувала всіх 12 членів екіпажу з рятувального плоту пізно ввечері 1 жовтня.

### Бермуди

Ураган Хоакін максимально наближається до Бермудських островів рано 5 жовтня

Оскільки 4 жовтня умови погіршувалися, дороги на Бермудських островах були забиті уламками та паводковими водами, а бригади електриків боролися зі зростаючими відключеннями електроенергії. Наступного ранку ураган припинив подачу електроенергії понад 15 000 споживачам; послугу було повернуто до переважної більшості домогосподарств до 8 жовтня, незважаючи на подальшу несприятливу погоду, яка ненадовго перешкоджала відновлювальним роботам. Постійний тропічний штормовий вітер досягав 72 миль/год (116 км/год) в аеропорту з поривами до 115 миль/год (185 км/год) у більш відкритих і піднесених місцях. Історичний будинок комісара в Бермудському морському музеї втратив останню частину свого початкового даху, який був сильно пошкоджений ураганами «Фей» і «Гонсало» у жовтні 2014 року. Загалом, однак, матеріальні збитки на острові були незначними.

### В іншому місці
На островах Теркс і Кайкос сильні дощі та штормовий приплив від Хоакіна пошкодили інфраструктуру, зокрема дороги, доки та перегородки. Дамба вздовж Фронт-стріт на острові Гранд-Терк була пошкоджена, що змусило чиновників закрити частину дороги. Кілька будинків уздовж узбережжя зіткнулися з повінню та протіканням дахів. У кількох районах сильний прибій спричинив ерозію берегів і відклав великі обсяги морських водоростей. Міжнародний аеропорт Провіденсіалес залишався закритим протягом двох днів, поки його пошкоджену штормом метеостанцію чекали на заміну. Крім того, територія втратила врожай фруктів і овочів через шторм, особливо на державній фермі на Північному Кайкосі.
Незважаючи на те, що Хоакін зрештою пройшов далеко на схід від Сполучених Штатів, нетропічна низька температура на південному сході вплинула на вологість урагану. Між двома системами виникла атмосферна річка, що призвело до рекордно сильних дощів і повеней у Північній і Південній Кароліні. У кількох районах Південної Кароліни спостерігалося накопичення, що перевищує поріг для події 1 на 1000 років. Наступні повені затопили значні території штату — найбільше постраждали райони навколо Чарлстона та Колумбії — і вбили 19 людей. Цей шторм завдав додаткових збитків на 2 мільярди доларів США (2015 рік).

### Закріплення імені
25 квітня 2016 року Всесвітня метеорологічна організація оголосила, що ім'я «Хоакін» буде вилучено з використання через серйозні пошкодження на Багамах і затоплення SS El Faro. У сезон ураганів в Атлантичному океані 2021 року назву було замінено на Джуліан.